# Санчес Миньо, Хуан
Хуа́н Мануэ́ль Са́нчес Ми́ньо (исп. Juan Manuel Sánchez Miño; 1 января 1990, Буэнос-Айрес) — аргентинский футболист, полузащитник клуба «Ланус». На родине часто удостаивается сравнения с товарищем по команде Клементе Родригесом. Также владеет испанским паспортом.

## Биография
Хуан может играть как на позиции левого защитника, так и на левом фланге полузащиты. В пять лет Хуан начал играть в футбол в клубе «Хувентуд» из Сааведры, владельцем которого был Севериано Павон. В 2001 году Рамон Маддони порекомендовал зачислить его в молодёжную команду «Боки Хуниорс». Изначально он играл на позиции левого защитника, но, не найдя продолжения, был вынужден играть центральным защитником и опорным полузащитником, демонстрируя свою быструю адаптацию к игре. В 2007 году Хуан был вызван в юношескую сборную Аргентины. Вместе с командой занял третье место на юношеском чемпионате Южной Америки и попал на юношеский чемпионат мира 2007.
В ноябре 2010 года Хуан в первый раз попал в заявку на матч чемпионате Аргентины в матче против «Ньюэллс Олд Бойз». 5 декабря он сыграл свой первый матч против «Кильмеса», выйдя на замену во втором тайме вместо Матиаса Хименеса. 13 декабря он дебютировал в основном составе в мачте против «Химнасии и Эсгримы» Ла-Плата.
В 2011 году с приходом в клуб Вальтера Эрвити у Хуана появилось мало возможностей играть в команде. Поэтому в августе он был близок к переходу в «Унион», но по просьбе главного тренера Хулио Сесара Фальсьони остался играть за «генуэзцев». Во второй половине года сыграл несколько игр в Апертуре, где его команда опередила занявший второе место «Расинг» на 12 очков, а сам игрок завоевал своё первое чемпионство.
В 2012 году Хуан получил больше игрового времени, а «Бока» приняла участие сразу в трёх турнирах — Клаусуре, Кубке Либертадорес и Кубке Аргентины. 4 марта, в матче чемпионата Аргентины против «Сан-Лоренсо де Альмагро», в котором «Бока» победила 2:0, он забил свой первый гол за клуб. 29 марта, в четвёртом матче группового этапа Кубка Либертадорес против «Арсенала», также завершившемся победой 2:0, забил свой второй гол за команду. 11 апреля, в пятом матче группового этапа против бразильского «Флуминенсе», забил свой третий гол. Следующий гол был забит уже 14 июня, в полуфинальном матче Кубка Либертадорес против «Универсидад де Чили». И снова была одержана победа 2:0. 22 августа, в матче Южноамериканского кубка против «Индепендьенте», он забил гол великолепным ударом со штрафного. Болельщики «генуэзцев» приветствовали игрока аплодисментами. Это привлекло внимание главного тренера сборной Аргентины Алехандро Сабельи, который сказал, что будет в будущем рассматривать игрока в качестве кандидатуры на вызов в главную сборную.
Из-за высокого качества игры, которое он продемонстрировал в первой половине 2012 года, главный тренер сборной Аргентины Алехандро Сабелья начал следить за игроком в его играх за клуб. Наконец, сообщалось, что он был вызван в состав сборной для участия в матчах против сборной Бразилии в Суперкласико Америки. В конце 2012 года Хуан вывихнул левое плечо, что, по оценкам врачей, не позволило бы ему выходить на поле до мая 2013 года, но всё же травма не помешала ему получить предложения от английских и украинских клубов. В конечном счёте он был признан лучшим игроком «Боки Хуниорс» в 2012 году.
10 марта 2013 года, он возвратился после тяжёлой травмы в первую команду «Боки» в матче против «Атлетико Рафаэла». Команда проигрывала со счётом 1:0, но, тем не менее, Хуан смог повлиять на игру команды, и встреча завершилась вничью 1:1.
9 августа 2014 года перешёл в «Торино». По информации итальянской прессы, сделка обошлась «быкам» в 3,2 млн €, контракт аргентинца рассчитан на четыре года. Его дебют за «Торино» состоялся 1 сентября 2014 года в матче против «Интернационале».
В 2016 году на правах аренды выступал за бразильский «Крузейро». В 2016—2020 годах выступал за «Индепендьенте», с которым в 2017 году завоевал Южноамериканский кубок.
Впоследствии выступал за «Эльче» и «Эстудиантес». В начале 2022 года перешёл в «Колон».

## Статистика
| Клуб            | Сезон           | Лига | Лига  | Кубок1 | Кубок1 | Междунар.2 | Междунар.2 | Всего | Всего |
| Клуб            | Сезон           | Игр  | Голов | Игр    | Голов  | Игр        | Голов      | Игр   | Голов |
| --------------- | --------------- | ---- | ----- | ------ | ------ | ---------- | ---------- | ----- | ----- |
| Бока Хуниорс    |                 |      |       |        |        |            |            |       |       |
| 2010/2011       | 4               | 0    | -     | -      | -      | -          | 4          | 0     |       |
| 2011/2012       | 21              | 1    | 5     | 0      | 8      | 3          | 34         | 4     |       |
| 2012/2013       | 12              | 1    | -     | -      | 2      | 1          | 14         | 2     |       |
| Всего           | 30              | 2    | 5     | 0      | 10     | 4          | 52         | 6     |       |
| Всего в карьере | Всего в карьере | 30   | 2     | 5      | 0      | 10         | 4          | 52    | 6     |

1 : ↑ Включая матчи в Кубке Аргентины и Суперкубке Аргентины.

2 : ↑ Включая матчи в Кубке Либертадорес и Южноамериканском кубке.

## Титулы и достижения
- Чемпион Аргентины (1): Апертура 2011
- Обладатель Кубка Аргентины (1): 2011/12
- Обладатель Южноамериканского кубка (1): 2017
- Обладатель Кубка банка Суруга (1): 2018
- Финалист Кубка Либертадорес (1): 2012